# خانخودی
۳۶°۰۱′۳۱″ شمالی ۵۵°۵۹′۰۰″ شرقی / ۳۶٫۰۲۵۲۸°شمالی ۵۵٫۹۸۳۳۳°شرقی
خانخودی (khankhowdi) یکی از روستاهای بخش بیارجمند درشهرستان شاهرود و استان سمنان ایران است. این روستا در ۱۸ کیلومتری شهر بیارجمند و ۱۳۵ کیلومتری شهرشاهرود جای دارد.
بر اساس سرشماری سال ۱۳۸۵، جمعیت این روستا ۳۹۴ نفر (۱۵۰ خانوار) بوده است.
این روستا مرکز دهستانی است که در آن واقع شده است اما معلوم نیست به چه دلیل نام آن دهستان بیارجمند است (مشتمل بر روستاهای خانخودی، قلعه بالا، دزیان، قلعه احمد، گیور، یزدو، دستجرد و غزازان با ۱۶۴۳ نفر جمعیت) در صورتی که شهر بیارجمند جزء این دهستان نیست.
روستای خانخودی از قدمت زیادی برخوردار است، بطوری که تا ۳۰ سال قبل دور تا دور آن خندق و دارای دو دروازه بوده ولی هم‌اکنون تنها قسمت‌های اندکی از خندق باقی‌مانده است. همچنین دارای مسجد و حمام خیلی قدیمی می‌باشد .

## آثار کهن
دور تا دور این روستا را تا حدود ۳۰ سال قبل خندق - که از تأسیسات دفاعی ایرانیان می‌باشد - احاطه کرده بود. به مرور زمان قسمت‌های زیادی از آن از بین رفته است اما هنوز قسمت‌هایی از آن باقی است. همچنین برج و بارویی اطراف روستا را احاطه می‌نموده است و فقط از دو دروازه به خارج از ده ارتباط داشته است:
- ۱- دروازه پایین که جهت تردد به باغات و مزارع بوده است.
- ۲- دروازه بالا که جهت ارتباط با سایر روستاهای اطراف بوده است.

در هر دروازه نگهبانی بوده است و علاوه بر کنترل آمد و شد درب دروازه را باز وبسته می‌نموده است. این روستا دارای یک مسجد خیلی قدیمی و یک حمام تاریخی می‌باشد. در بسیاری از نقاط این روستا کانال‌های زیر زمینی وجود دارد که قدیم احتمالاً منازل را به یکدیگر متصل می‌نموده و یک راهکار دفاعی بوده است. آب کشاورزی این روستا از یک چشمه قنات می‌باشد که آن هم قدمت زیادی دارد و اخیراً آب یک چاه نیز به آن افزوده شده است. جمعیت آن در حدود ۳۰ سال قبل به ۱۰۰۰ نفر می‌رسید ولی در اثر مهاجرت به حدود ۵۰۰ نفر رسیده است. 